# Église Saint-Mathurin de Saint-Mathurin-sur-Loire
L'église Saint-Mathurin est une église située à Saint-Mathurin-sur-Loire, en France.

## Localisation
L'église est située dans le département français de Maine-et-Loire, sur la commune de Saint-Mathurin-sur-Loire.

## Description
Comme beaucoup d'églises proches d'un fleuve, elle est tournée vers celui-ci, et non vers l'est. Construite par l'architecte Jacques Louis François Villers entre 1840 et 1846, elle est d'un style néoclassique dépouillé. Construite en tuffeau blanc, seule une frise sculptée sur l'architrave et les colonnes cannelées décorent la façade. Celle-ci est surmontée d'un clocher avec dôme et lanterne. La porte, précédée par un péristyle, ouvre sur un narthex. L'église comporte trois nefs, donnant directement sur le chœur de forme circulaire. On remarque l'absence de transept. À l'intérieur, des tableaux présentés au Salon de Paris de 1841 décorent les murs. Dans le narthex est présente l'œuvre monumentale de Grau Garriga La Porte de la Paix, inaugurée le 12 juin 2012.

## Historique
12 mai 1838 : concours architectural pour l'église de Saint Mathurin sur Loire, remporté par François Villiers.
13 août 1840 : début des travaux de construction.
1846 : fin des travaux
1847 : consécration de l'église
L'édifice est inscrit au titre des monuments historiques en 1991.
1992 : travaux de restauration.